# Mellomtjärnen (Töftedals socken, Dalsland)
Mellomtjärnen är en sjö i Dals-Eds kommun i Dalsland och ingår i Örekilsälvens huvudavrinningsområde.